# Har Lapidim
Har Lapidim (hebrejsky: הר לפידים) je hora o nadmořské výšce 434 metrů v severním Izraeli, v pohoří Gilboa.
Leží v severní části pohoří Gilboa, cca 10 kilometrů západně od města Bejt Še'an a 3 kilometry jihozápadně od vesnice Chefciba. Má podobu výrazného návrší s převážně zalesněnou vrcholovou partií. Přes vrcholek vede lokální silnice 667. Severním směrem terén prudce klesá, vesměs po zalesněných svazích, do zemědělsky využívaného Charodského údolí. Na východ odtud stojí sousední vrchol Micpe Barkan, na západní straně je to vrch Giv'at Chochit. Po jižních svazích hory vede izraelská bezpečnostní bariéra, která od počátku 21. století odděluje přilehlý Západní břeh Jordánu, kde leží palestinská vesnice Faqqua.